# ROC het Graafschap College

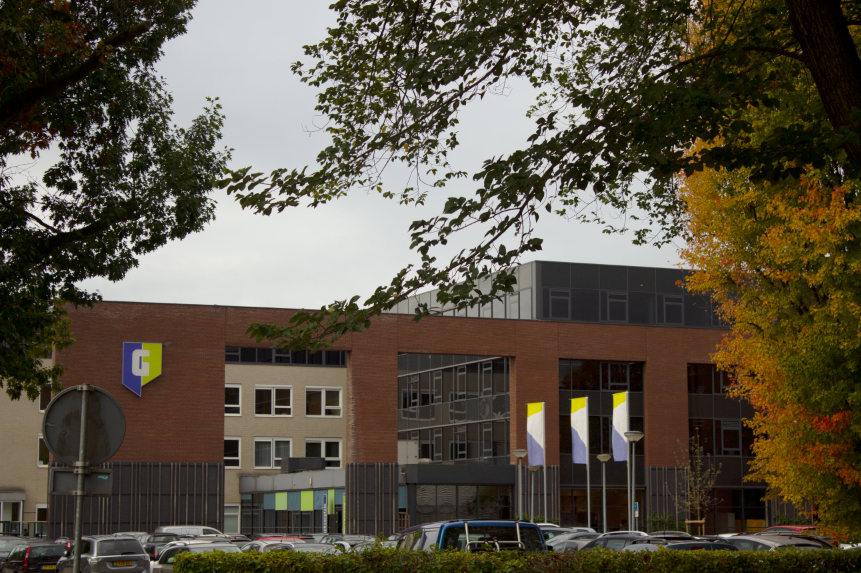
Hoofdlocatie van het Graafschap College aan de J.F. Kennedylaan in Doetinchem.

ROC het Graafschap College is een mbo-onderwijsinstelling in de Achterhoek met de hoofdvestiging in Doetinchem in de Nederlandse provincie Gelderland. In Doetinchem heeft het meerdere vestigingen, ook heeft het vestigingen in Terborg, Groenlo en Winterswijk. Het Graafschap College is de grootste mbo-instelling van de Achterhoek. Aan het regionaal opleidingencentrum studeren jongeren en volwassenen uit de hele Achterhoek en omstreken. Jaarlijks volgen ongeveer 10.000 mensen les aan het college, dat bestaat uit vier zogenaamde onderwijssectoren:
- Sector Techniek & Informatica (J.F. Kennedylaan 51, 7001 EA Doetinchem) - verzorgt opleidingen in de beroepsopleidende leerweg en de beroepsbegeleidende leerweg op het gebied van: Bouw en interieur; Werktuigbouw, elektrotechniek, installatietechniek en procestechniek; Motorvoertuigentechniek en assistentenopleidingen (entree in de techniek); Informatie en Communicatie opleidingen.
- Sector Economie & Dienstverlening (Slingelaan 3, 7001 EA Doetinchem) - verzorgt opleidingen op het gebied van: Management en financiën; Handel en logistiek; Uiterlijk en haarverzorging en Horeca en toerisme.
- Sector Zorg & Welzijn (Dr. Bardetplaats 7, 7001 DV Doetinchem) - verzorgt opleidingen op het gebied van: Welzijn en cultuur; Onderwijs en begeleiding; Basis-Zorg en welzijn, Sport en bewegen en Verpleging en verzorging.
- Sector Educatie & Participatie (Julianaplein 2, 7001 HG Doetinchem)- verzorgt opleidingen op het gebied van: Voortgezette educatie en Basiseducatie en scholing.

Ook wordt een aantal beroepsopleidingen op assistentniveau (B1) verzorgd en wordt in opdracht van gemeenten een scholingsprogramma verzorgd voor mensen die herintreden in het arbeidsproces.